# Per Svartvadet
Per Eric Svartvadet (* 17. Mai 1975 in Sollefteå) ist ein ehemaliger schwedischer Eishockeyspieler und -funktionär, der den Großteil seiner aktiven Karriere zwischen 1990 und 2011 bei MODO Hockey in der schwedischen Elitserien verbrachte und insgesamt acht Jahre als deren Mannschaftskapitän agierte. Anschließend war Svartvadet, der auch 247 Spiele für die Atlanta Thrashers in der National Hockey League (NHL) absolvierte, zwischen 2012 und 2017 in verschiedenen Funktionärspositionen bei MODO Hockey tätig.

## Karriere
Zu Beginn der Karriere stand Svartvadet zunächst für seinen Heimatverein Sollefteå HK in der Division 1 auf dem Eis, bevor er zur Saison 1991/92 in die U20-Nachwuchsmannschaft von MODO Hockey wechselte. In der Spielzeit 1993/94 lief er erstmals für die Profimannschaft in der Elitserien auf und konnte sich anschließend als Stammspieler etablieren. Bei der Weltmeisterschaft 1997 erreichte Svartvadet mit der schwedischen Nationalmannschaft das Finale, wo man jedoch Kanada unterlag und infolgedessen die Silbermedaille gewann. 
Nachdem der Schwede bereits im NHL Entry Draft 1993 von den Dallas Stars aus der National Hockey League ausgewählt worden war, wechselte er im Sommer 1999 nach Nordamerika und unterschrieb einen Vertrag bei den Atlanta Thrashers, die sich zuvor die Transferrechte infolge eines Tauschgeschäftes mit Dallas gesichert hatten. In der anschließenden Saison 1999/2000 bestritt Svartvadet insgesamt 38 Partien für die Thrashers in der NHL und verbrachte den Rest der Spielzeit beim Farmteam Orlando Solar Bears in der International Hockey League. Im folgenden Jahr konnte der Center mit soliden Offensivstatistiken überzeugen und absolvierte insgesamt 69 Spiele in der höchsten Spielklasse Nordamerikas. Auch in den folgenden zwei Spielzeiten war er ein fester Bestandteil des NHL-Kaders, verzeichnete jedoch in der Saison 2002/03 lediglich acht Scorerpunkte aus 62 Partien und erhielt daraufhin keinen neuen Vertrag. 
Daraufhin kehrte Svartvadet im Sommer 2003 zu seinem ehemaligen Klub MODO Hockey zurück, wo er ab der Saison 2003/04 als Kapitän der Mannschaft fungierte. In der Spielzeit 2006/07 bestritt der Angreifer die punktbeste Saison seiner Karriere und markierte insgesamt 35 Scorerpunkten. In den Play-offs hatte er mit acht Treffern und zehn Torvorlagen maßgeblichen Anteil am Gewinn der Schwedischen Meisterschaft seiner Mannschaft. Mit 18 Scorerpunkten war er der offensivstärkste Akteur in den Play-offs und wurde im Anschluss an die Saison mit dem Guldpucken als bester schwedischer Spieler der Elitserien ausgezeichnet. Im Dezember 2011 beendete Svartvadet aufgrund anhaltender Verletzungsprobleme seine aktive Profikarriere und wechselte zur Saison 2012/13 in das Management von MODO Hockey, wo er zunächst bis 2014 als Verantwortlicher für Spielerentwicklung tätig war. Ab der Spielzeit 2014/15 fungiert der Schwede drei Jahre lang als Sportdirektor des Klubs.
Seine Trikotnummer #39 ist sowohl bei MODO Hockey als auch bei seinem Jugendverein Sollefteå HK gesperrt.

## Erfolge und Auszeichnungen
- 2007 Schwedischer Meister mit MODO Hockey
- 2007 Guldpucken

### International
- 1993 Goldmedaille bei der U18-Junioren-Europameisterschaft
- 1994 Silbermedaille bei der U20-Junioren-Weltmeisterschaft
- 1995 Bronzemedaille bei der U20-Junioren-Weltmeisterschaft
- 1997 Silbermedaille bei der Weltmeisterschaft

## Karrierestatistik

### International
Vertrat Schweden bei:
- U18-Junioren-Europameisterschaft 1993
- U20-Junioren-Weltmeisterschaft 1994
- U20-Junioren-Weltmeisterschaft 1995
- Weltmeisterschaft 1997

(Legende zur Spielerstatistik: Sp oder GP = absolvierte Spiele; T oder G = erzielte Tore; V oder A = erzielte Assists; Pkt oder Pts = erzielte Scorerpunkte; SM oder PIM = erhaltene Strafminuten; +/− = Plus/Minus-Bilanz; PP = erzielte Überzahltore; SH = erzielte Unterzahltore; GW = erzielte Siegtore; 1 Play-downs/Relegation; Kursiv: Statistik nicht vollständig)